# Obere Mühle (Steinwiesen)
Obere Mühle ist eine Wüstung auf dem Gemeindegebiet des Marktes Steinwiesen im Landkreis Kronach (Oberfranken, Bayern).

## Geographie
Die Einöde lag auf einer Höhe von 372 m ü. NHN am linken Ufer der Rodach in Nachbarschaft zur Teichmühle im Südwesten und zur Schwarzmühle im Nordosten.

## Geschichte
Gegen Ende des 18. Jahrhunderts gehörte Obere Mühle zu Steinwiesen. Das Hochgericht übte das bambergische Centamt Kronach aus. Die Grundherrschaft über die Schneidmühle hatte das Kastenamt Kronach inne.
Mit dem Gemeindeedikt wurde Obere Mühle dem 1808 gebildeten Steuerdistrikt Steinwiesen und der 1818 gebildeten Ruralgemeinde Steinwiesen zugewiesen. Obere Mühle wurde nur im amtlichen Ortsverzeichnis von 1877 als Gemeindeteil aufgelistet. Der Ort war zu dieser Zeit unbewohnt. Letztmals verzeichnet wurde die Obere Mühle auf einer topographischen Karte von 1975.

## Religion
Der Ort war ursprünglich katholisch und nach Mariä Geburt (Steinwiesen) gepfarrt.